# Ceux qui ne s'en font pas
Pour plus de détails, voir Fiche technique et Distribution.
Ceux qui ne s'en font pas est un film français réalisé par Germaine Dulac, sorti en 1930.

## Synopsis
Mise en images de chansons de Fréhel

## Fiche technique
- Titre original : Ceux qui ne s'en font pas
- Réalisation : Germaine Dulac
- Société de production : Isis-Film
- Pays de production :  France
- Langue originale : français
- Format : Noir et blanc  — 35 mm — 1,33:1
- Dates de sortie : France : 1930